# Robert Lighthizer

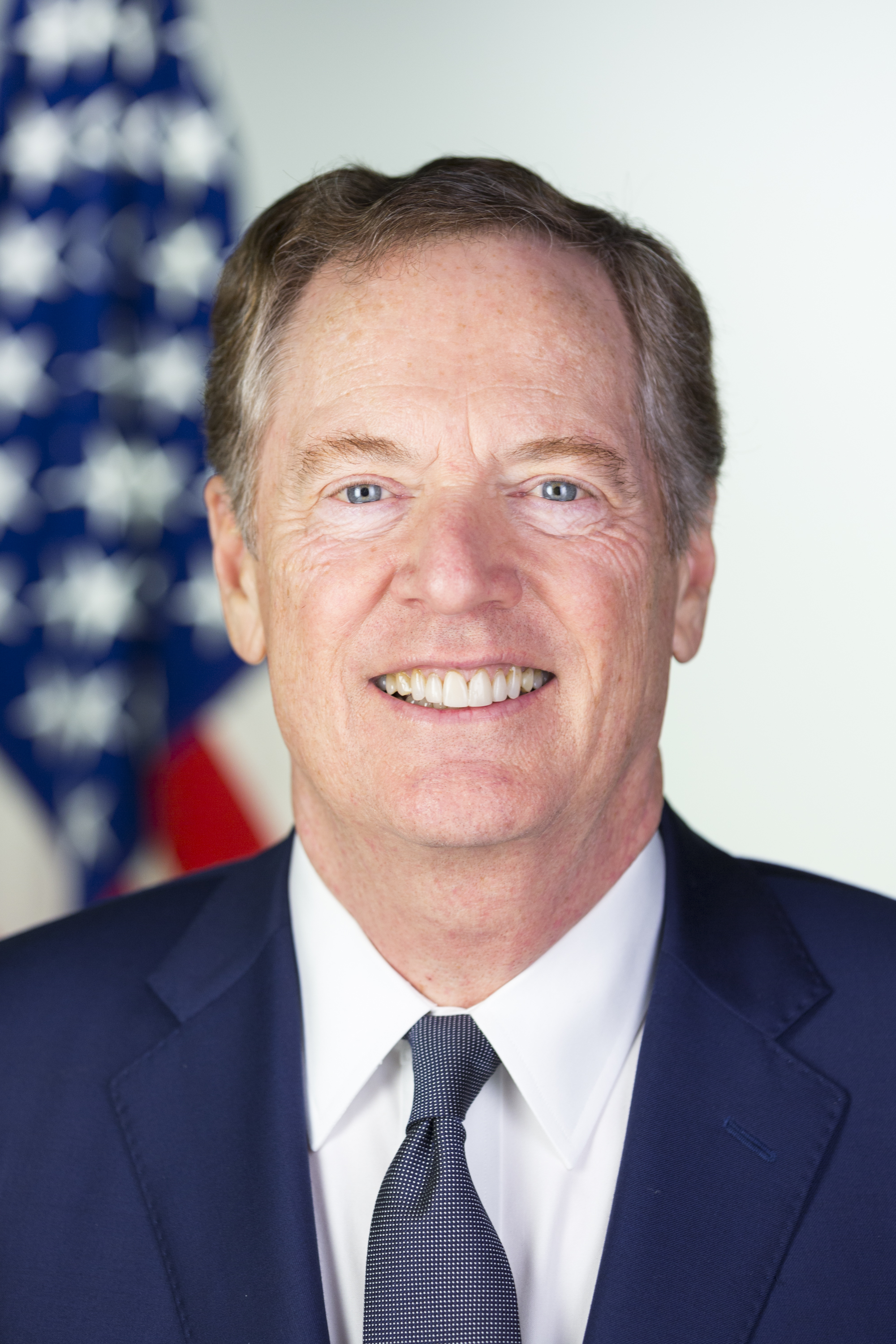
Robert Lighthizer im Mai 2017

Robert Emmet Lighthizer (* 11. Oktober 1947 in Ashtabula, Ohio) ist ein US-amerikanischer Rechtsanwalt. Er war vom 15. Mai 2017 bis zur Amtseinführung von Joe Biden (20. Januar 2021) Handelsbeauftragter der Vereinigten Staaten im Kabinett Trump I.

## Leben
Lighthizers Vater war ein praktizierender Arzt in Ashtabula, wo er auch seine Kindheit verbrachte. Seine Schulausbildung absolvierte er an der privaten katholischen Gilmour Academy in Gates Mill. Anschließend studierte er an der Georgetown University, wo er 1969 den Bachelor ablegte und 1973 den Juris Doctor.
Lighthizer war (während der Präsidentschaft Ronald Reagans) vom 15. April 1983 bis zum 16. August 1985
stellvertretender Handelsbeauftragter der USA.
Er wurde am 11. Mai 2017 als Handelsbeauftragter vom US-Senat bestätigt und vier Tage später vereidigt. Er verhandelte federführend die neue Handelsvereinbarung zwischen den USA, Kanada und Mexiko (USMCA). Nachdem die VR China im Dezember 2018 ihre Bereitschaft zur Zollreduktion und der Verhinderung des Diebstahls von geistigem Eigentum erklärt hatte, ernannte US-Präsident Trump ihn zum Verhandlungsführer in den diesbezüglichen Gesprächsrunden.
Die New York Times berichtete 2018, dass die Bosse des Rostgürtels „sehr enge Beziehungen zu mehreren hochrangigen Beamten der Trump-Administration haben“, darunter zum Handelsrepräsentanten Robert Lighthizer. Diese Beziehungen könnten dazu beigetragen haben, dass die US-Regierung beschloss, die Zölle auf chinesische Einfuhren deutlich zu erhöhen.
Lightizers Amtszeit als Handelsbeauftragter endete am 20. Januar 2021, dem Tag der Amtseinführung des neuen Präsidenten Joe Biden. Weite Teile seiner Agenda wurden von der Biden-Administration beibehalten oder auch vertieft. In der Rückschau und im Vergleich mit den abrupten handelspolitischen Maßnahmen in der Anfangszeit der zweiten Trump-Administration wurde sein Wirken auch von Kreisen, die dem Protektionismus fern stehen, vergleichsweise günstig bewertet.
Im Vorfeld der US-Präsidentschaftswahl 2024 nannte Russell Vought Lightizer als möglichen Chef einer republikanischen Initiativgruppe bei einer Amtsübernahme Trumps (presidential transition team). Lighthizer übernahm aber weder diese Rolle oder ein Ministeramt, noch kehrte er in das Amt des US-Handelsbeauftragten zurück, das sein früherer Stabschef Jamieson Greer übernahm.

## Werke
- No Trade Is Free: Changing Course, Taking on China, and Helping America´s Workers. Broadside, New York 2023, ISBN 978-0-06-328213-1.